# Jamaica (Queens)
Pour le pays, voir Jamaïque.
Pour les articles homonymes, voir Jamaica.

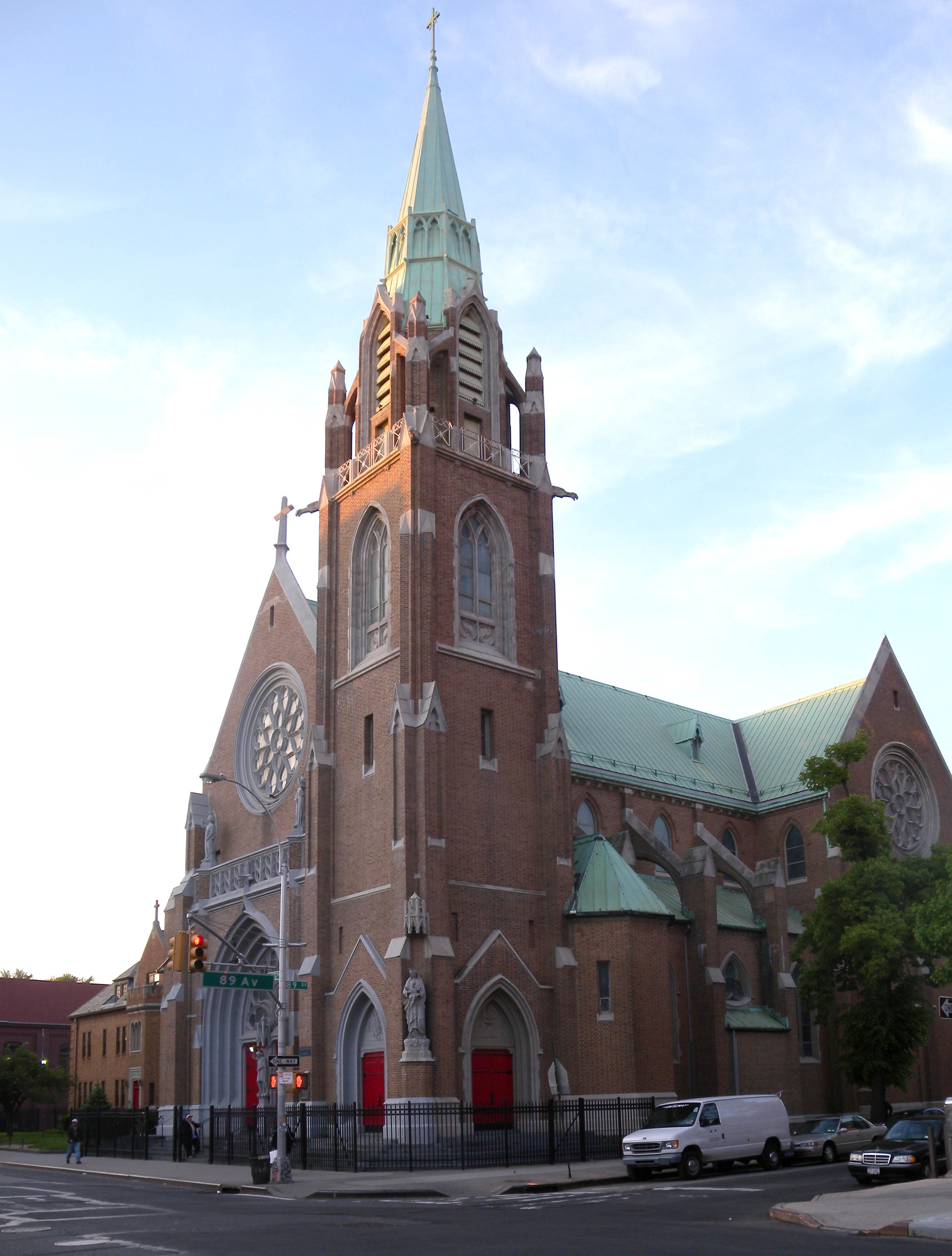
Blessed Virgin Mary Catholic Church (église catholique) sur Parsons Boulevard.

Jamaica est un quartier de l'arrondissement du Queens à New York. Il fut d'abord un village de la Nouvelle-Néerlande, fondée par des Britanniques, administrée par les néerlandais en 1656 sous le nom de Rustdorp. Le quartier de Jamaica n'a aucun lien avec la Jamaïque (bien que des immigrants jamaïcains y résident). La ressemblance du nom est une coïncidence : les Britanniques, qui se rendirent maîtres de la région en 1664, appelèrent celle-ci Jameco du nom des amérindiens Jamecos (ou Yamecah) qui vivaient sur la rive nord de la baie de Jamaica et dont le nom signifie « castor » en langues algonquiennes.

## Résidents notables
- 50 Cent (Curtis James Jackson III), rappeur.
- Lloyd Banks, rappeur.
- Nicki Minaj, rappeuse.
- Metallica en avril 1983, avant d'enregistrer Kill 'Em All.
- Fred Trump père de Donald Trump y a vécu.
- Donald Trump, promoteur immobilier, 45e et 47e président des États-Unis.
- Ashrita Furman, recordman du nombre de records du monde.
- Ali Vegas, rappeur.
- Waka Flocka Flame, rappeur.
- Rafer Alston, basketeur.
- Debi Mazar, actrice, née en 1964.
- Bas, rappeur.
- Dana Dawson, chanteuse
- Lennie Tristano, pianiste, habitait la rue "Palo Alto" pour laquelle il composa une démarcation sur "Strike Up The Band".

## Éducation et culture
Le quartier de Jamaica possède plusieurs établissements éducatifs et culturels gérés par des institutions de la ville de New York.
Ainsi, le Département de l'Éducation gère les lycées publics comme :
- August Martin High School
- Thomas A. Edison Vocational and Technical High School
- Hillcrest High School
- Campus Magnet High School (ex-Andrew Jackson High School)
- Jamaica High School
- Queens High School for the Sciences at York College
- Queens Gateway to Health Sciences Secondary School
- High School for Law Enforcement and Public Safety
- The Young Women's Leadership School of Queens
- York Early College Academy

La bibliothèque de Queens gère les bibliothèques publiques :
- Main Library (« Bibliothèque centrale »)
- Baisley Park Library
- South Jamaica Library

## Démographie
Composition ethno-raciale en 2010, :
- Blancs non hispaniques (3,6 %)
- Hispaniques et Latinos (38,7 %)
- Asiatiques (24,3 %)
- Noirs (22,2 %)
- Métis (4,9 %)
- Autres (6,2 %)